# Antonina Ogińska

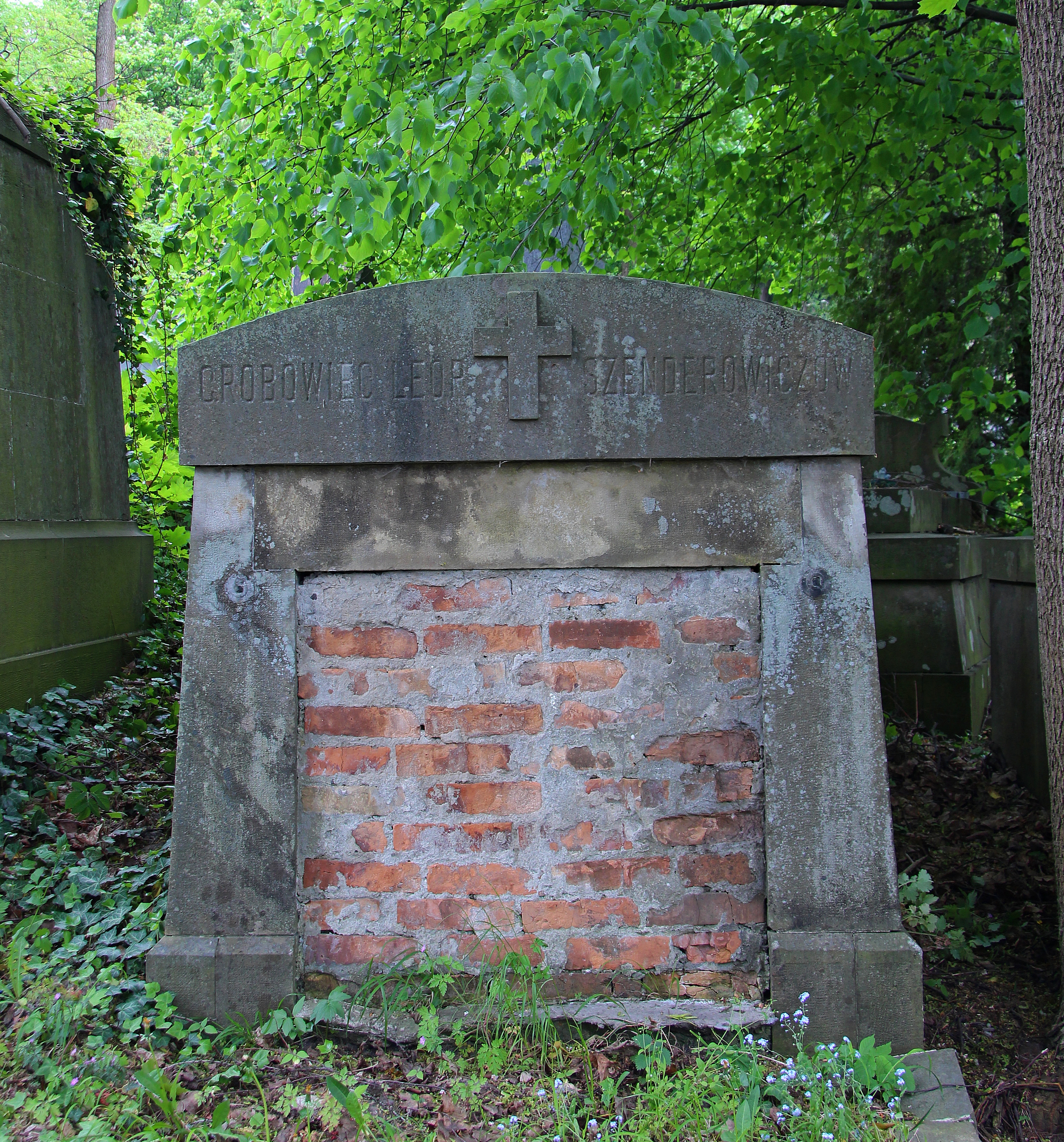
Grobowiec Szenderowiczów

Antonina Ogińska, właśc. Pietrzak, po mężu Ogińska-Szenderowicz (ur. ok. 1876 w Królestwie Polskim, zm. 23 grudnia 1910 we Lwowie) – polska aktorka teatralna.

## Życiorys
Urodziła się około 1876 w Królestwie Polskim i pierwotnie nosiła nazwisko Pietrzak. Pochodziła z Warszawy. W karierze teatralnej funkcjonowała pod nazwiskiem Ogińska. Zadebiutowała w wieku 17 lat. Od 1893 do 1895 występowała w Stanisławowie, od 1895 do 1897 w Teatrze Polskim w Poznaniu, a od końca 1899 do kresu życia w Teatrze Miejskim we Lwowie.
7 listopada 1900 poślubiła lwowskiego dziennikarza Leopolda Szenderowicza. 23 grudnia 1910 została postrzelona trzema strzałami (w skroń, lewą pierś i podbrzusze) przez Kazimierza Lewickiego w jego mieszkaniu przy ul. Zimorowicza 3. Żadna z tych ran nie spowodowała śmierci od razu, lecz na skutek pozostawienia ofiary przez sprawcę, który udał się do swoich braci. Był 12 lat młodszy od Ogińskiej. Pochodził on z cenionej rodziny, uprawiał kolarstwo, był niedoszłym prawnikiem, znanym z lekkomyślnego i hulaszczego trybu życia. Po zatrzymaniu zabójca wyjaśnił, że od pewnego czasu pozostawał z ofiarą w związku miłosnym, a jako że nie mógł jej poślubić, to za jej wiedzą i wolą miał ją zabić, a następnie siebie. Pogrzeb aktorki odbył się 26 grudnia 1910 we Lwowie. Została pochowana na Cmentarzu Łyczakowskim we Lwowie.

## Epilog
22 maja 1911 przed trybunałem we Lwowie rozpoczął się proces Lewickiego. Ustalono wówczas, że Ogińska wplątała się w kontakty z nim, a potem – poznawszy jego osobowość – zamierzała wycofać się z tej relacji. Była przez niego dręczona i w związku z tym podjęła nieudaną próbę samobójczą. O sprawie poinformowała także swojego męża, a trzy dni przed zabójstwem sam Lewicki skonfrontował się z Szenderowiczem żądając od niego rozwodu z Ogińską, zaś wobec odmowy miał mu zadeklarować, że jego żona nie będzie już żyła. Oskarżony Lewicki przyznał się do winy, zaś jego obrońcy kładli nacisk na psychologiczny aspekt sprawy i usiłowali dowieść jego niezrównoważenia.